# Jan Francuz
Jan Francuz (ur. 26 grudnia 1894 w Jarosławicach, zm. 17 września 1942 w Dachau (KL)) – polski duchowny katolicki, kapelan Wojska Polskiego podczas wojny bolszewickiej 1920 i kampanii wrześniowej 1939, zasłużony działacz społeczny.

## Życie i działalność
Urodził się w Jarosławicach, w wielodzietnej rodzinie chłopskiej Jana Francuza i Jadwigi z domu Kawa. Rodzice prowadzili 45 morgowe gospodarstwo. Jan był najstarszym z ich pięciorga dzieci i miał jeszcze cztery siostry: Mariannę, Zofię, Helenę i Anielę.
Pierwsze nauki pobierał u guwernantek w dworze Malewskich w Jarosławicach. Następnie była szkoła podstawowa w Tuczępach, po której cztery lata progimnazjum w Pińczowie. W 1910 wstąpił do Seminarium Duchownego w Kielcach. Święcenia kapłańskie przyjął 15 lipca 1917 z rąk biskupa kieleckiego Augustyna Łosińskiego, a mszę prymicyjną odprawił w kościele parafialnym pw. św. Jana Chrzciciela w Tuczępach.
W okresie od 16 lipca 1917 do 3 maja 1918 był wikariuszem w parafii św. Andrzeja Apostoła w Olkuszu, następnie od 4 maja 1918 do 6 marca 1919 w Strzemieszycach, od 7 marca 1919 do 22 czerwca 1919 w Dąbrowie Górniczej, a od 23 czerwca do 18 września 1919 w parafii św. Jana Chrzciciela w Skalbmierzu. 19 września 1919 skierowany został do pracy w prefekturze szkół w Kielcach i nauczał religii w trzech placówkach, przy ul. Baranówek, Starochęcińskiej i Karczówkowskiej.
Gdy w lutym 1919 papież ustanowił biskupstwo polowe w niepodległej Polsce ks. Jan Francuz był jednym z pierwszych kieleckich kapłanów, którzy zgłosili się do duszpasterstwa wojskowego. 17 listopada 1919 powołano go do dyspozycji Naczelnego Dowództwa Wojska Polskiego i niebawem został kapelanem Kowieńskiego pułku strzelców. Posługę w pułku pełnił 19 miesięcy, do 10 czerwca 1921, kiedy to na własną prośbę przeszedł do rezerwy w stopniu kapelana.
Po zwolnieniu z czynnej służby wojskowej powrócił do pracy duszpasterskiej w diecezji kieleckiej. 13 czerwca 1921 ks. Jan Francuz objął wikariat w Parafii Trójcy Świętej w Działoszycach. 17 lipca 1922 otrzymał nominację na probostwo w parafii pw. św. Bartłomieja Apostoła w Stradowie. 27 lutego 1926 mianowany został proboszczem w nieodległej od Stradowa parafii pw. Wniebowzięcia NMP w Strożyskach.
Jako proboszcz okazał się pracowitym gospodarzem – do 1936 dokonał gruntownej restauracji kościoła i jego doposażenia, gruntownego odnowienia plebanii, dobudowy nowych obiektów gospodarczych, założył nowy 3 morgowy sad, wybudował Dom Parafialny.
Obok pracy duszpasterskiej, ks. Jan Francuz bardzo dużo czasu i energii poświęcał na rzecz organizowania życia lokalnej społeczności wiejskiej. Jeszcze w 1926 powołał tu do życia miejscową Ochotniczą Straż Pożarną, której został wybrany pierwszym prezesem. Następnie zorganizował Kółko Rolnicze, Kasę Stefczyka, Spółdzielnię Mleczarską i pięć organizacji religijno-społecznych: Stowarzyszenie Mężczyzn Katolickich, Stowarzyszenie Kobiet Katolickich, Oddział Stowarzyszenia Katolickiej Młodzieży Żeńskiej, Bractwo Tercjarstwa Obojga Płci i Koło Żywej Róży. Pod jego kierunkiem działało w parafii Stowarzyszenie Bractwa Różańcowego.
Po niemal jedenastu latach pracy w parafii Strożyska, ks. Jan Francuz przeniesiony został do Konieczna, gdzie powierzono mu opiekę nad parafią pw. Nawiedzenia NMP. Jako duszpasterz pracował w niej do momentu mobilizacji, w końcu sierpnia 1939.

### II wojna światowa
Powołany do wojska, ks. Jan Francuz otrzymał przydział do 4. Szpitala Okręgowego w Łodzi – szpitala wojennego nr 401, z którym, w nocy z 5 na 6 września, został ewakuowany do Warszawy, a potem dalej na wschód. 17 września 1939 wraz z innymi przekroczył granicę węgierską i został internowany.
Wraz z rosnącą w tysiące liczbą zatrzymanych na Węgrzech Polaków, w celu uporządkowania ich życia, zaczęły powstawać i działać organizacje i stowarzyszenia niosące im pomoc i nadzieję. Jednym z ważnych było utworzone w Budapeszcie Katolickie Duszpasterstwo Polskie, w którym działało 40 kapelanów wojskowych.

Byli wśród nich m.in.: ks. Władysław Antosz, o. Stanisław Bocheński, ks. Stanisław Cynar, ks. Jan Czerwiński, ks. Henryk Czorny, ks. Władysław Fietko, ks. Tadeusz Gajdek, ks. Antoni Gajda, ks. Stanisław Gromulski, ks. Jakub Jarosz, ks. J. Joniec, ks. Henryk Josko, ks. Emanuel Krzoska, ks. Dr Leon Łomiński, ks. Bronisław Michalski, ks. Władysław Padacz, ks. Stefan Pietruszka, ks. Kazimierz Pudło, ks. Wacław Pyszkowski, ks. Czesław Rączaszek, ks. Anastazy Rutkowski, ks. Stanisław Rzepko-Łaski (z obrządku ormiańskiego), ks. Jan Stączek, ks. Rudolf Szawerna, ks. Franciszek Tomczak, o. Piotr Wilk – Witosławski, ks. Franciszek Żelechowski.
Ks. Jan Francuz, udzielał się w miejscowości Nagymaras. Gdy jednak w Berlinie prośby sufragana kieleckiego ks. bp. Franciszka Sonika zostały rozpatrzone odmownie, w grudniu 1939 ks. Jan Francuz na własną rękę wyruszył do kraju. Na granicy polsko-słowackie został zatrzymany przez słowacką straż graniczną i przekazany Niemcom. Po przesłuchaniu, podczas którego nie krył, że jest duchownym, został wstępnie osadzony w stalagu XVII A w austriackim Kaidersteinbruch.

#### Obozy koncentracyjne
Ze stalagu, ks. Jan Francuz, trafił do obozu koncentracyjnego w Buchenwaldzie, gdzie otrzymał numer obozowy 2499. Ostatecznie, 15 lipca 1942 został przewieziony do obozu w Dahau, gdzie zamordowano go 17 września 1942. Jego prochy, sutannę z odzieżą Niemcy przesłali rodzinie do Tucząp w grudniu 1942.
Ks. mjr Jan Francuz, jest jednym z pięciu księży diecezji kieleckiej, którym Niemcy odebrali życie w Dachau (KL), pozostali to ks. Józef Pawłowski, ks. Karol Cepiel, ks. Franciszek Mazurek i ks. Zygmunt Cieślik.

### Upamiętnienie
Jego nazwisko widnieje na tablicy pamiątkowej "Pamięci XX kapelanów wojskowych poległych na frontach i pomordowanych w obozach hitlerowskich w latach 1939-1945" znajdującej się w Katedrze polowej Wojska Polskiego w Warszawie. Jest też na tablicy pamiątkowej w Seminarium Duchownym w Kielcach, wśród księży diecezji kieleckiej, którzy ponieśli śmierć w czasie II wojny światowej. W 2000 w kościele parafialnym w Strożyskach została odsłonięta tablica upamiętniająca kapłana.